# Dyrenes Beskyttelse
Dyrenes Beskyttelse (sv. Djurens beskydd) är Danmarks största djurskyddsförening bildad 1875, och har 70 000 medlemmar. Dess beskyddare är Danmarks drottning Margrethe. Organisationen ägnar sig åt djurskyddsfrågor, och påverkar genom exempelvis lobbyarbete i EU:s olika organ.